# ChatGPT
ChatGPT [tʃat.ʒe.pe.te] est un agent conversationnel (chatbot) développé par OpenAI. Pour générer du texte, il utilise GPT-5, un transformeur génératif préentraîné (Generative Pretrained Transformer en anglais, ou GPT).
ChatGPT est capable de répondre à des questions, de tenir des conversations, de générer du code informatique, d'écrire, de traduire ou encore de synthétiser des textes. Il peut le faire en tenant compte du contexte et de contraintes telles que le style d'écriture. Les abonnements payants (ChatGPT « Plus », « Team » et « Enterprise ») offrent un seuil d'utilisation plus élevé, ainsi que des fonctionnalités supplémentaires.
En raison de ses multiples capacités, ChatGPT suscite des inquiétudes quant aux risques de détournement à des fins malveillantes, de plagiat dans le monde universitaire et de suppressions d'emplois dans certains secteurs, en plus de soulever des préoccupations en matière de sécurité et de désinformation, car le modèle peut être utilisé pour créer des textes faux et des informations trompeuses.
ChatGPT est lancé en novembre 2022 dans une version gratuite où il n'a pas accès à Internet comme source d'informations. Il bénéficie aussitôt d’une large exposition médiatique et reçoit un accueil globalement positif, bien que son exactitude factuelle soit critiquée. En janvier 2023, ChatGPT compte plus de 100 millions de comptes enregistrés, et la société OpenAI est alors valorisée à 29 milliards de dollars américains.

## Nom
Le sigle ChatGPT est un mot-valise composé des mots anglais « chat » et « GPT ».
Le mot « chat » désigne un dialogue en ligne dans lequel les internautes échangent des messages de manière instantanée. La particularité de ChatGPT est de permettre à un internaute de discuter non pas avec d'autres internautes mais avec un système basé sur une intelligence artificielle.
Le mot « GPT » est un sigle signifiant « Generative Pre-trained Transformer » (« transformeur génératif préentraîné »), le mot transformeur désignant une architecture d'apprentissage profond développée par Google.

## Caractéristiques
ChatGPT est un agent conversationnel à intelligence artificielle ou « chatbot », autrement dit un assistant virtuel qui utilise l'intelligence artificielle pour dialoguer avec ses utilisateurs.
Le robot conversationnel est disponible dans de multiples langues, dont le français, et offre des performances variables selon la langue,. Il se souvient des messages précédents qui lui sont donnés par l'utilisateur au cours d'une même conversation. Il est capable de répondre à des questions-tests dans un langage très proche de celui d'un humain, voire, selon la question, avec un niveau de performance supérieur à un répondant humain moyen,.
Il dispose également de capacités génératives permettant de produire du contenu textuel sur mesure. Le robot peut notamment générer des articles, essais ou poèmes sur différents tons et sujets. Il est également utilisé pour produire et corriger du code informatique.
L'accès à ChatGPT est gratuit, avec des quotas d'utilisation limités. Par défaut, les requêtes et les évaluations des utilisateurs sont enregistrées et peuvent être utilisées ultérieurement par OpenAI pour réentraîner ou affiner les modèles.
L'application mobile ChatGPT, lancée en mai 2023 sur iOS et ensuite sur Android, intègre une technologie de reconnaissance vocale nommée Whisper qui permet de converser par la voix avec le robot.
ChatGPT peut répondre dans de nombreuses langues, mais fonctionne le mieux en anglais, car principalement formé sur un corpus anglophone (dont la Wikipédia anglophone).
ChatGPT a été entraîné de façon à réduire le taux de réponses fausses ou nocives. Par ailleurs, un filtrage est effectué par une API de modération, les sujets classifiés par exemple comme racistes, sexuels ou sexistes étant rejetés,.
De nombreux auteurs cherchent à comparer ChatGPT de manière anthropocentrée, c'est-à-dire par rapport à ce que pourrait faire un humain moyen dans un large éventail de domaines. Bubeck et al en 2023 lui prêtent des « étincelles d’IAG » et dans American Scientific Roivainen (2023) a estimé son équivalent QI verbal à 155, ce qui le placerait dans le top 0,1 % des candidats humains.

### Modèles
L'utilisateur a le choix entre différents modèles que ChatGPT peut utiliser pour générer du texte.
Lors de son lancement, ChatGPT était basé sur GPT-3.5. En mars 2023, OpenAI a introduit GPT-4, qui est plus lent mais nettement plus performant, et qui a par la suite été rendu disponible aux utilisateurs de ChatGPT ayant souscrit un abonnement payant. En mai 2024, OpenAI a sorti GPT-4o, qui est moins cher et plus performant que GPT-4, disponible gratuitement, et qui peut traiter et générer non seulement du texte, mais également du son et des images. En juillet 2024, OpenAI a sorti GPT-4o mini, une version plus rapide de GPT-4o, et qui a remplacé GPT-3.5 sur l'interface de ChatGPT. OpenAI a ensuite déployé o1, un modèle qui prend plus de temps pour réfléchir avant de générer une réponse, offrant ainsi de meilleures performances pour les tâches nécessitant des raisonnements complexes, notamment en sciences et en programmation. En août 2025, OpenAI simplifie le choix des modèles en ne proposant dans ChatGPT que GPT-5 et des variantes de celui-ci (la version de base, une version de réflexion approfondie et une version « pro » nécessitant l'abonnement plus coûteux ChatGPT Pro).
| Modèle       | Date de déploiement | Statut | Description |
| ------------ | ------------------- | ------ | --- |
| GPT-3.5      | novembre 2022       | Retiré | Premier modèle à être utilisé dans ChatGPT. Faisait à l'origine beaucoup d'erreurs factuelles appelées hallucinations. A depuis été remplacé par GPT-4o mini. |
| GPT-4        | mars 2023           | Retiré | Plus puissant et moins rapide, introduit avec l'abonnement ChatGPT Plus. Capable d'analyser des images. |
| GPT-4o       | mai 2024            | Actif  | Capable de traiter et générer du texte et du code informatique, mais aussi du son et des images. Plus rapide que GPT-4, et avec des performances globalement meilleures. |
| GPT-4o mini  | juillet 2024        | Retiré | Plus petit et rapide que GPT-4o. A remplacé GPT-3.5 dans ChatGPT. |
| o1-preview   | septembre 2024      | Retiré | Première version d'une série de modèles qui prennent le temps de réfléchir avant de générer une réponse. Plus lent, mais efficace pour les tâches nécessitant un raisonnement complexe, des compétences scientifiques ou des capacités en programmation. |
| o1           | décembre 2024       | Retiré | Successeur de o1-preview. |
| o1-mini      | septembre 2024      | Retiré | Plus rapide que o1-preview, et 80% moins coûteux pour les utilisateurs de l'interface de programmation. Performant pour les tâches liées aux sciences et à la programmation, mais n'a pas des connaissances aussi générales que o1-preview. |
| o1-pro       | décembre 2024       | Retiré | Basé sur le modèle à chaîne de pensée o1, mais avec significativement plus de capacités de calculs. Ce qui rend le modèle lent, et grand consommateur en ressources. Uniquement disponible avec l'abonnement pro. |
| o3-mini      | janvier 2025        | Retiré | Successeur de o1-mini, plus performant. |
| o3-mini-high | janvier 2025        | Retiré | Variante de o3-mini mobilisant plus de capacité de calcul lors de la génération. |
| GPT 4.5      | février 2025        | Retiré | Surnommé « Orion », GPT-4.5 a été décrit comme un modèle « géant et coûteux » par Sam Altman. Il devrait également être le dernier modèle d'OpenAI à ne pas intégrer de chaîne de pensée. |
| GPT-4.1      | avril 2025          | Retiré | Un modèle initialement conçu pour les utilisateurs de l'API d'OpenAI, puis rendu disponible dans ChatGPT,. Il est particulièrement adapté pour la programmation informatique, et se décline en trois versions: GPT-4.1, GPT-4.1 mini et GPT-4.1 nano. |
| GPT-4.1 mini | avril 2025          | Retiré | Version allégée de GPT-4.1 ayant remplacé GPT-4o mini en mai 2025. |
| o3           | avril 2025          | Retiré | Successeur de o1 (il n'y a pas eu de modèle o2 afin d'éviter un conflit de marque). Il a notamment été utilisé dans le service de génération de rapport Deep Research,. |
| o4-mini      | avril 2025          | Retiré | |
| GPT-5        | août 2025           | Actif  | GPT-5 est un modèle capable de déterminer si une réponse nécessite un temps de réflexion, et génère dans le cas contraire une question rapide. À sa sortie, il a remplacé tous les autres modèles dans ChatGPT. Les versions Thinking (« réflexion ») et pro incitent le modèle à passer plus de temps avant de générer des réponses, permettant ainsi de résoudre des problèmes plus complexes. |

### Services complémentaires
OpenAI a également lancé des services les ChatGPT Search et Deep Research. ChatGPT Search est un moteur de recherche intégré à ChatGPT et générant des réponses sourcées avec des liens vers des sites internet. Deep Research génère des rapports détaillés à partir de diverses sources disponibles sur internet.

### Fonctionnement
ChatGPT intègre le transformeur génératif pré-entraîné GPT-5 dans un format conversationnel. Le « pré-entraînement » de ce type de modèles consiste à prédire, étant donnée une partie d'un texte, le token suivant (un token, aussi appelé jeton, est un morceau de texte : typiquement un mot, une partie d'un mot, ou de la ponctuation). Cet entraînement à prédire ce qui va suivre, répété pour un grand nombre de textes, permet à ces modèles d'accumuler des connaissances. Ils peuvent ensuite générer du texte semblable à celui ayant servi au pré-entraînement, en prédisant un à un les tokens suivants,. Pour GPT-4o, l'entraînement a aussi été effectué sur des images et du son, le rendant capable de traiter et générer du texte, des images du son.
Pour la seconde phase d'apprentissage, des humains ont rédigé des requêtes, et les réponses correspondantes attendues. ChatGPT est entraîné à fournir des réponses similaires, ce qui le pousse à adopter un format conversationnel où il joue un rôle d'assistant.
Une troisième phase d'apprentissage utilise une technique d'apprentissage par renforcement appelée RLHF pour rendre le modèle plus véridique, utile et inoffensif. Un « modèle de récompense » a d'abord été entraîné à reconnaître les réponses que les humains approuvent ou non. ChatGPT a ensuite été entraîné à fournir des réponses qui satisfassent ce modèle représentant les préférences humaines,.
Après déploiement, ChatGPT continue d'être régulièrement entraîné, notamment à partir de la façon dont les utilisateurs jugent les réponses (pouces vers le haut ou vers le bas).
Lorsque ChatGPT répond à un utilisateur, le texte de la conversation jusque-là est d'abord découpé en tokens, et chaque token est converti en vecteur qui en encode le sens et la position dans le texte. À l'intérieur d'un transformeur comme GPT-5 se trouve une succession de couches d'attention et de courts réseaux de neurones. Les couches d'attention combinent les concepts entre eux, permettant de tenir compte du contexte et de relations complexes. En sortie, le transformeur attribue un score à chaque token possible, et un token est sélectionné de façon partiellement aléatoire parmi ceux ayant le plus haut score. ChatGPT génère ainsi les tokens un à un, jusqu'à générer un token spécial indiquant la fin de la réponse.

### Limites
ChatGPT présente encore certaines limites typiques des chatbots basés sur des grands modèles de langage :
- Date de fin des connaissances : Les données utilisées pour le pré-entraînement de ChatGPT s'arrêtent à une certaine date, et ChatGPT n'a à la base pas connaissance des événements survenus après. La date de fin des connaissances de GPT-5 à sa sortie est le 1er octobre 2024[45]. ChatGPT a néanmoins la capacité d'utiliser internet si besoin, notamment avec ChatGPT Search[36].
- Qualité instable : La qualité des réponses de ChatGPT fluctue et n'augmente pas forcément d'une version à l'autre[46].
- Biais : ChatGPT peut reproduire des biais hérités de ses données d'entraînement, par exemple des biais liés au genre[47] ou à la politique[48].
- Hallucinations : ChatGPT peut générer des informations d'apparence plausible mais fausses. Ce phénomène était particulièrement marqué dans les premières versions[49],[50],[51].
- Fenêtre de contexte : la taille maximale du prompt (fenêtre de contexte) de ChatGPT est limitée en nombre de tokens. Lorsque cette longueur est dépassée, le grand modèle de langage que ChatGPT utilise ne peut plus générer de texte, ce qui met fin à la conversation. Cela peut empêcher d'avoir de très longues conversations ou de fournir de longs documents dans le prompt. Par exemple, en mai 2025, la taille de la fenêtre de contexte de GPT-4o était de 128 000 tokens[52].

## Utilisation
Le 5 décembre 2022, le PDG d'OpenAI Sam Altman indique que le prototype, qui est alors gratuit, a atteint un million d'utilisateurs.
En janvier 2023, ChatGPT dépasse les 100 millions de comptes enregistrés, deux mois après son lancement, et en mars enregistre 1,6 milliard de visites, ce qui en fait l'application ayant eu la croissance la plus rapide alors.
Selon François Fleuret (professeur de l'université de Genève) le profil des premiers utilisateurs est assez varié : étudiants, enseignants, développeurs ayant besoin de bouts de code d'un programme informatique ou encore de professionnels souhaitant avoir des propositions de texte dans le cadre de la rédaction de mails à caractère sensible. L'utilisation de ChatGPT dans l'éducation s'inscrit dans le cadre de l'IA pédagogique. 
La version ChatGPT 4 permet la recherche en ligne, grâce à une intégration dans Bing. Cette fonctionnalité est désactivée le 3 juillet 2023 en raison de droits d'auteurs car elle permettait d'afficher l'intégralité de certaine pages web protégées par un paywall, puis réactivée fin septembre 2023 dans la version payante, qui tient compte des interdictions de lecture inscrites dans le fichier d'exclusion robots.txt des pages web.
Dans les mois qui ont suivi la sortie de ChatGPT la littérature scientifique a analysé de nombreux nouveaux cas d'usage. Certains peuvent poser des « questions d'éthique, de droit d’auteur, juridiques et de transparence, de risque de partialité, de plagiat, de manque d’originalité, de contenu inexact avec risque d’hallucination, » de connaissances limitées, de citations incorrectes, de problèmes de cybersécurité et d’infodémie . Les domaines concernés sont aussi divers que l'éducation et la formation, la santé publique, le secteur médical, la finance et le commerce, le marketing, le droit, l'écriture créative, le codage ou encore la recherche scientifique et la rédaction scientifique.

## Modèle économique
Dès son lancement en novembre 2022, ChatGPT a offert un accès gratuit à certains de ses modèles, comme GPT-3.5, GPT-4o ou GPT-5, mais avec un seuil d'utilisation. Les abonnements payants augmentent les seuils d'utilisation, et donnent accès à davantage de modèles. Ils donnent aussi accès à des fonctionnalités supplémentaires comme la génération d'images, l'analyse de données, la navigation sur internet, ou une forme de mémoire persistante des conversations précédentes.

### Coûts d'exploitation
Bien que le coût moyen de chaque réponse soit relativement faible (de l'ordre de quelques centimes), Sam Altman, le PDG d'OpenAI, déclare en décembre 2022 qu'OpenAI devra un jour monétiser l'application en raison de ses coûts de calcul « exorbitants ».
Bien qu'aucun chiffre précis n'ait été communiqué par la société, le professeur en apprentissage profond Tom Goldstein estime que les coûts d'utilisation de l'IA s'élèvent à environ 100 000 $ US par jour, soit près de trois millions de dollars par mois.

### Consommation énergétique
Il convient de distinguer le coût énergétique de l’entraînement du coût de l’inférence (qui renvoie au coût d’exécution du modèle déjà entraîné pour traiter une entrée et produire une sortie). 

#### Entraînement
L'entraînement est le processus initial et particulièrement énergivore visant à créer le modèle à partir de vastes ensembles de données. OpenAI ne publie pas de chiffres officiels. Une étude a estimé la consommation à l'entrainement de GPT-3 à environ 1 287 MWh (l'équivalent de 120 maisons pendant une année), pour un bilan carbone de 552 tonnes de CO2 (soit l'équivalent de 110 voitures en une année).  
Dans la mesure où les modèles récents sont plus grands, il est probable que leur entraînement ait nécessité une énergie plus conséquente. Par exemple, GPT-3 a 175 milliard de paramètres tandis que certains estiment que GPT-4 a plus de 1000 milliards de paramètres. 

#### Inférence
L'inférence correspond à l'exécution du modèle pour chaque requête d'un utilisateur (générer une réponse, traduire un texte, etc.). Cette consommation est difficile à quantifier précisément car elle dépend notamment du matériel utilisé, des paramètres d'exécution et des systèmes de refroidissement et peut varier énormément en fonction de ces facteurs. Par exemple Özcan et al. (2024) montrent que pour un même modèle et une charge de travail fixe, la manière de répartir le calcul sur 4 processeurs graphiques (GPUs) peut faire varier significativement la consommation énergétique totale. 
Des recherches récentes tentent de contourner ce problème en développant des cadres de mesure indirects. Une étude a analysé la performance de l'API de GPT-4o pour estimer son empreinte par requête dans un data center de Microsoft Azure. Selon cette étude, une requête courte (environ 400 mots échangés) consommerait en moyenne 0,42 Wh, soit environ 40 % de plus qu'une recherche Google (estimée à 0,30 Wh). 

### Abonnements payants
Afin de financer les coûts d'exploitation de ChatGPT, OpenAI propose depuis le 1er février 2023 un abonnement payant ChatGPT Plus. Celui-ci coûte 20 dollars des États-Unis par mois, plus les taxes applicables.
Cet abonnement permet d’utiliser le modèle de langage GPT-4, offre un accès continu à ChatGPT (y compris lorsque les serveurs sont surchargés), et permet d'obtenir des réponses plus rapides qu'avec la version gratuite. Avec cet abonnement, le nombre de requêtes à GPT-4 est limité à 50 toutes les trois heures. Les abonnés disposent également d'un accès prioritaire aux nouvelles fonctionnalités et améliorations de ChatGPT. D’abord lancé aux États-Unis, ChatGPT Plus est rendu disponible le 10 février 2023 aux utilisateurs issus d'autres régions du monde,.
En mars 2023, ChatGPT est devenu disponible via une interface de programmation destinée en particulier aux développeurs informatiques pour des requêtes automatisées. D'autres versions de GPT-3.5 y étaient déjà disponibles, mais étaient dix fois plus chères.
En mars 2023, OpenAI ajoute la prise en charge des greffons pour ChatGPT Plus. Cela inclut à la fois les greffons créés par OpenAI, tels que la navigation sur le web et l'interprétation de code, ainsi que des greffons externes provenant de développeurs tels que Expedia, OpenTable, Zapier, Shopify, Slack, et Wolfram,.
En juillet 2023, OpenAI crée un greffon nommé « Code interpreter » accessible aux utilisateurs de ChatGPT Plus. L'interpréteur fournit diverses capacités supplémentaires, dont l'analyse, le nettoyage et la visualisation de données, l'analyse de musiques et la création de clips animés.
En août 2023, OpenAI annonce la sortie de « ChatGPT Enterprise », un abonnement à ChatGPT pour les entreprises qui offre plus de sécurité des données, ainsi que des capacités d'administration et de personnalisation des connaissances de ChatGPT. La génération de texte avec GPT-4 via cet abonnement est décrite comme plus rapide, illimitée, et avec une fenêtre de contexte plus grande.
En septembre 2023, OpenAI annonce que ChatGPT « peut maintenant voir, entendre et parler ». Les utilisateurs de ChatGPT Plus peuvent télécharger des images, et les utilisateurs de l'application mobile peuvent parler avec ChatGPT,.
En octobre 2023, le dernier modèle de génération d'images DALL-E 3 a été intégré à ChatGPT Plus et ChatGPT Entreprise. À partir de la requête de l'utilisateur, ChatGPT crée une description de l'image souhaitée qui est envoyée à DALL-E 3 pour la génération de l'image.
En novembre 2023, OpenAI lance GPT-4 Turbo, qui a notamment une fenêtre de contexte bien plus grande.
En mai 2024, OpenAI annonce GPT-4o, un modèle capable d'analyser du texte, du son et des images, et de générer en temps réel du texte, du son et des images. GPT-4o est également deux fois plus rapide et deux fois moins cher que GPT-4 Turbo. Le modèle est gratuit, mais les abonnés ont une limite d'utilisation plus élevée, notamment 5 fois plus élevée avec l'abonnement ChatGPT Plus.
En septembre 2024,  OpenAI annonce que ChatGPT a 11 millions d'utilisateurs mensuels payants, générant environ 225 millions de dollars de chiffre d'affaires mensuel pour OpenAI.
En décembre 2024, OpenAI sort un abonnement ChatGPT pro à 200$ par mois qui inclut un accès illimité à o1 et au mode vocal avancé. Le plan comprend également une version pro de o1 qui utilise davantage de ressources informatiques pour fournir de meilleures réponses.

### GPT Store
En janvier 2024, OpenAI lance le « GPT Store », qui permet de créer et de partager des agents conversationnels personnalisés,. La société prévoyait initialement de lancer le magasin en novembre 2023, mais cela a été retardé. Au lancement, le GPT Store propose plus de 3 millions de chatbots personnalisés. Les chatbots disponibles via le magasin sont développés en utilisant le système GPT Builder d'OpenAI. Le développement de chatbots sur la plateforme ne nécessite pas de compétences en programmation. Deux jours après son lancement, le GPT Store offre de nombreuses versions de bots de type "petite amie virtuelle", ce qui est contraire aux conditions d'utilisation d'OpenAI.

### Autres sources de financement
Pour l'expert en marketing numérique Tim Peter, le financement de ChatGPT pourrait par ailleurs venir du partenariat entre OpenAI et Microsoft. En effet, contrairement à Google qui tire ses revenus essentiellement de la publicité, Microsoft pourrait subventionner ChatGPT grâce à ses autres activités comme la vente de matériel et de logiciels.

## Réception
Lors de son lancement le 30 novembre 2022, ChatGPT est accueilli de manière globalement positive.
Ses réponses articulées et sa capacité à traduire des textes sont particulièrement remarquées. La journaliste Samantha Lock du Guardian note ainsi que le prototype est capable de rédiger des textes « remarquablement détaillés » et « semblables à ceux d'un être humain ». Son confrère Benjamin Hue de RTL loue sa capacité à rédiger un texte sur « tous les sujets possibles et imaginables », qu'il s'agisse d'une recette de cuisine, d'une dissertation, d'une lettre de motivation ou encore d'inventer une histoire pour enfants. Il note également que ChatGPT est capable de répondre à des demandes plus pointues comme le débogage de code informatique. James Vincent, de The Verge, voit dans le succès viral de ChatGPT la preuve que l'intelligence artificielle est devenue incontournable. De son côté, Alex Kantrowitz, de Slate, salue la manière dont ChatGPT réagit aux questions relatives à l'Allemagne nazie, notamment l'affirmation selon laquelle Adolf Hitler a construit des autoroutes en Allemagne, ce qui a engendré des informations sur l'utilisation du travail forcé par l'Allemagne nazie. Dans un article d'opinion de décembre 2022, l'économiste Paul Krugman estime que ChatGPT aura un impact sur la demande de travailleurs de la connaissance.
Dan Gillmor, journaliste spécialiste des nouvelles technologies, a testé ChatGPT dans le cadre d'un travail d'étudiant, jugeant le texte produit comparable à celui d'un bon étudiant. Il en déduit que « le monde universitaire a de très sérieux problèmes à affronter ». Cette position est partagée par Jonathan Durand Folco qui montre, à la suite d'une lettre d'opinion de 600 mots rédigée par cet outil, que « l'ensemble des écoles primaires et secondaires, des cégep et des communautés universitaires » est appelé à modifier en profondeur ses outils d'évaluation. Daniel Herman, professeur de lycée et auteur californien, écrit que ChatGPT marquera la « fin de l'anglais au lycée ». 

### Erreurs factuelles
L'exactitude de certaines réponses de ChatGPT a cependant été remise en question.
ChatGPT peut inventer des réponses et citer de fausses sources, un phénomène connu sous le terme d’hallucination. L'analyste des données Teresa Kubacka, qui a testé ChatGPT 3.5 en décembre 2022 sur le multiferroïsme, indique que ce dernier lui a fourni de fausses citations de chercheurs, qui semblaient « avoir été assemblées comme un mélange à partir de quelques citations réelles, différentes mais similaires ». Selon elle, il est également possible de tromper l'IA en inventant des concepts imaginaires : « J'ai décidé de demander à ChatGPT quelque chose qui n'existait pas : un électromagnon inversé cycloïdal. […] Et bien le chatbot l'a inventé, assurant même que la question a fait l'objet de nombreuses recherches ces dernières années. »
Les résultats de ChatGPT varient en fonction du sujet. ChatGPT-4 s'est montré capable d'obtenir le diplôme de médecin aux États-Unis. Mais, testé sur d'anciens examens du Barreau du Québec, il a obtenu un score de seulement 12%. Sam Altman, le PDG d'OpenAI, admet que l'application fait encore des erreurs sur des sujets importants et que les retours des utilisateurs sont nécessaires pour corriger ces erreurs.

### Interdictions

#### États-Unis
En janvier 2023, les services de la ville de New York interdisent l'accès à ChatGPT sur les postes informatiques des écoles publiques de la ville. Une porte-parole de la ville de New York justifie cette décision en raison de « préoccupations concernant la sécurité et l'exactitude du contenu ».

#### France
En janvier 2023, Sciences Po Paris annonce interdire l'usage de l'outil à ses étudiants sous peine d'exclusion, puis change de position en autorisant ChatGPT tant qu'il figure dans les sources des travaux produits.
À Montpellier, la municipalité a décidé d'interdire à ses employés l'utilisation de ChatGPT au travail par mesure de précaution et en attendant que plus d'études soient faites sur l'intelligence artificielle. Une inquiétude concernant le traitement des données a notamment motivé cette décision.

#### Italie
Fin mars 2023, l'autorité italienne de protection des données personnelles (GDPD (it)) demande à OpenAI de ne plus traiter les données des italiens. Motivée par « l’absence d’une note d’information aux utilisateurs dont les données sont récoltées », elle ne considère pas comme justifiés « le recueil et la conservation en masse des données personnelles, dans le but d’entraîner les algorithmes faisant fonctionner la plateforme ». Elle lui reproche également de ne pas respecter le Règlement général sur la protection des données européen (RGPD) concernant la collecte des informations et l’accuse de ne pas demander l'âge des utilisateurs de ChatGPT. L'entreprise affirme en effet dans sa FAQ récolter notamment les noms, coordonnées, lieux de résidence et informations de cartes de paiement de ses utilisateurs.
Le 31 mars 2023,, ChatGPT est interdit sur le territoire italien et l'autorité italienne de protection des données personnelles donne à OpenAI un délai de 20 jours pour se mettre en conformité avec le RGPD, faute de quoi elle s'expose à une amende de 40 millions d'euros ou de 4 % du chiffre d'affaires de l'entreprise. C'est la première interdiction de l'intelligence artificielle par un pays européen. Cette interdiction est levée le 28 avril 2023 après qu'OpenAI a rendu certaines informations plus visibles sur la version de son engin disponible en Italie.

#### Autres
En décembre 2022, le site Web de questions-réponses Stack Overflow interdit l'utilisation de ChatGPT pour apporter des réponses à des questions, en raison de la nature ambiguë des réponses de ChatGPT.

### Filtrage et conditions de travail d'employés
Une enquête de l’hebdomadaire Time publiée le 18 janvier 2023 dévoile qu’OpenAI alimente son IA ChatGPT d’exemples signalés de discours de haine et de violences sexuelles, afin qu’elle sache détecter ces formes de toxicité et ne les laisse pas passer.
Pour ce faire, OpenAI a fait appel à Sama (en), une entreprise qui a son siège à San Francisco mais qui emploie des travailleurs au Kenya. Ceux ci ont dû lire des textes pouvant être sexistes ou racistes, et décrivant parfois des automutilations, incestes ou contenus pédopornographiques. Le but était de les classer selon leur type (racisme, violence, etc.) pour pouvoir ensuite entraîner une IA à les repérer. Sur une journée de neuf heures, les travailleurs ont ainsi dû lire entre 150 et 250 textes faisant chacun de 100 à 1 000 mots, et y signaler les passages sensibles, et n'étaient pour cela payés par Sama qu'entre 1,32 et 2 dollars de l’heure.

### Usages et détournements malveillants
ChatGPT a, dès son lancement, suscité des craintes puis des confirmations de détournement possible à des fins malveillantes.
ChatGPT pourrait aider à créer des quantités de messages manipulateurs ou perturbateurs et à amplifier le phénomène des « usines à troll », ainsi que l'action de lobbyistes ou d'entités industrielles ou politico-financières malveillantes. Cela a conduit l'économiste Tyler Cowen à alerter en décembre 2022 sur de possibles effets délétères pour la démocratie, citant comme exemple la capacité d'une personne à écrire des commentaires automatisés dans le but d'influencer le processus de décision de nouvelles réglementations.
Le modèle préoccupe par sa capacité à générer des textes potentiellement dangereux, comme des discours de haine ou des théories du complot. L'entreprise NewsGuard, spécialisée dans la lutte contre les fausses informations, a testé sur 100 requêtes la capacité de ChatGPT à générer de la désinformation lorsqu'il est incité par l'utilisateur à le faire. Les requêtes couvraient des sujets tels que la Covid-19 ou le conflit en Ukraine. Newsguard indique que, dans 80 % des cas avec ChatGPT 3.5 et dans 100% des cas avec ChatGPT 4, le chatbot se prête à l'exercice, fournissant des narrations trompeuses et éloquentes.
Le chercheur en sécurité Ax Sharma de Bleeping Computer note fin 2022 que ChatGPT peut écrire des logiciels malveillants et des courriers électroniques d'hameçonnage. Autre chercheur en sécurité, Aaron Mulgrew de Forcepoint montre en avril 2023 qu'il est possible de tromper la vigilance de ChatGPT et de le forcer, grâce à quelques astuces, à générer un malware indétectable destiné à exfiltrer des fichiers Word ou PDF sous forme d'images en utilisant la stéganographie.
En janvier 2023, ces inquiétudes sont confirmées dans un billet de blog par Check Point Research, une société spécialisée dans la cybersécurité : ChatGPT est déjà utilisé par des cybercriminels pour concevoir des logiciels malveillants. L'historique des discussions d'un forum fréquenté par les cybercriminels semble montrer que des pirates ont créé, grâce au bot de ChatGPT, un logiciel capable de voler certains types de fichiers sur une machine sous Windows, ainsi qu'un logiciel capable de produire de faux contenus (e-books, formations, etc.) sur le Web.

### Problèmes de droit d'auteur

#### Manquement au droit d'auteur
Plusieurs chercheurs émettent des réserves quant aux manquements au droit d'auteur, car l'IA de ChatGPT a été entraînée en utilisant un très grand nombre de textes en ligne, (dont le corpus de Wikipédia), précise Laure Soulier (maîtresse de conférences à Sorbonne Université au sein de l'équipe Machine Learning and Information Access). Or, Wikipédia est réutilisable et modifiable par tous, mais à condition que le produit final cite Wikipédia comme source placée sous licence ouverte de type CC-BY-SA.
Pour Thierry Poibeau, directeur de recherche au CNRS, les créateurs de l'IA « ont indexé tout ce qui était disponible sur le Web jusqu'en 2021. Même s'il y a des copyrights, ils s'assoient dessus ».
Pour le mathématicien et vidéaste Web français Lê Nguyên Hoang, il est probable qu'une grande partie du contenu utilisé pour générer des discussions vienne des réseaux sociaux. « Ça vient très probablement des réseaux sociaux LinkedIn, GitHub, Reddit, Twitter, où les données sont facilement téléchargeables », explique-t-il.
Pour la journaliste Alexandra Tauziac du journal Sud-Ouest, le fait que ChatGPT ait été entraîné avec des sources probablement soumises aux droits d’auteur, sans que ces dernières soient mentionnées dans les réponses du robot, risque en tout cas de poser un problème juridique. En mars 2024, une recherche menée par Patronus AI comparant les performances des LLM (dont GPT) sur un test de 100 questions leur demandait de compléter des phrases tirées de livres soumis à des droits d'auteur aux États-Unis ; l’étude montre que GPT-4, et d’autres outils d’IA générative ne refusent pas de le faire, GPT-4 a fourni des phrases correspondant mot pour mot au livre dans 44 % des cas, ce qui pose des problèmes de respect des droits d’auteurs.
L’utilisation de textes protégés par le droit d'auteur a rapidement fait l'objet de procès. OpenAI estime pour sa part que les données soumises au droit d'auteur sont essentielles à l'entraînement d'une IA comme ChatGPT, et invoque aux États-Unis la notion de Fair use pour justifier cette utilisation.

#### Bénéfice du droit d'auteur sur les œuvres produites
En principe, pour pouvoir bénéficier du droit d'auteur aux États-Unis ou en Europe, il faut pouvoir montrer que l'humain a participé de manière créative.
Le droit d'auteurs ne s'appliquent qu'aux humains, et ChatGPT ne peut donc pas en être le bénéficiaire. Une œuvre purement générée par ChatGPT (ou une image générée par DALL-E 3) n'est en général pas protégée par le droit d'auteur et est donc dans le domaine public (du moins si elle ne plagie pas une œuvre existante protégée par le droit d'auteur). Aux États-Unis, la requête de l'utilisateur à elle seule ne semble pas pouvoir justifier un droit d'auteur de l'utilisateur sur les réponses de ChatGPT. Globalement, les législations relatives au droit d'auteur sur les contenus générés par l'IA sont susceptibles d'évoluer,.

### Dans l'enseignement
ChatGPT inquiète de nombreux enseignants car il est capable d'effectuer convenablement de nombreux exercices demandés aux élèves et aux étudiants, qui peuvent l'utiliser pour rédiger les devoirs à leur place. En effet, s'il est possible pour les professeurs d'identifier dans les devoirs les contenus copiés-collés à partir d'Internet, le nouveau type de plagiat issu de ChatGPT est plus difficilement détectable car le contenu fourni diffère d'un utilisateur à l'autre,.
À Lyon, 50 % des élèves d'un cours de faculté auraient ainsi utilisé l'intelligence artificielle pour rédiger leur devoir. N'ayant pas de cadre pour interdire cette pratique, l'enseignant s'est vu contraint d'attribuer la moyenne à toutes ces copies,.
Pour résoudre ce problème et aider les enseignants à identifier les plagiats, sans ralentir le développement de sa technologie, OpenAI a annoncé, en janvier 2023, travailler à l'apposition d'une signature (watermark) sur les contenus générés par son IA afin qu'ils soient identifiables par les enseignants. Néanmoins, cette méthode pourrait être facile à contourner, selon Srini Devadas, professeur en sciences de l'informatique au MIT,,. En août 2024, The Wall Street Journal rapporte que l'outil était prêt depuis un an et permettait de reconnaître 99,9% du temps le texte entièrement généré par ChatGPT, mais qu'il n'a pas été intégré à ChatGPT, en partie par crainte de perdre des utilisateurs.
Les outils permettant de détecter l'utilisation d'outil de génération de texte, comme GPTZero, donnent des résultats mitigés. Les productions de ChatGPT restent relativement reconnaissables au fait qu'il use généralement de terme impersonnels, évite les mots rares, et ne commet pas d'erreurs d'orthographe.
En facilitant la tricherie, ChatGPT suscite des interrogations sur la pertinence des devoirs non surveillés et des évaluations en ligne. Certains professeurs suggèrent de confronter les énoncés au robot avant de les communiquer aux élèves pour s'assurer que ChatGPT ne soit pas capable de les traiter correctement et ainsi obliger les élèves à réfléchir par eux-mêmes.
Par ailleurs, certains enseignants utilisent eux-mêmes l'outil pour concevoir des exercices, notamment des QCM. Une poignée d'entre eux l'utilise également en classe, afin d'apprendre aux élèves à l'utiliser judicieusement et à cerner ses limites. Dans un article d'opinion de février 2023, l'essayiste Vincent Cespedes voit justement en ChatGPT une chance de révolutionner l'École, « à condition d’apprendre à s’en servir correctement, c’est-à-dire en créant au lieu de copier-coller, en tâtonnant au lieu d’ânonner, en expérimentant au lieu de consommer ».

### Risques de suppression d'emplois
En janvier 2023, l'économiste Daniel Susskind (auteur de Un Monde sans travail), invité par France Culture, note que ChatGPT « prend en charge des tâches que l'on pensait réservées aux humains » notamment des « tâches qui nécessitent de la créativité, ou du jugement […] Il faut le voir comme faisant partie d'une tendance beaucoup plus importante : la technologie prend en charge de plus en plus de tâches que nous pensions réservées aux humains. ChatGPT n'en est qu'un exemple. » Selon lui, jusqu'alors les progrès technologiques qui ont supprimé des emplois en ont créé d'autres, mais « cette fois-ci, les choses peuvent être différentes : nos systèmes et nos machines deviennent incroyablement capables, prennent des tâches et activités que nous ne pensions possibles que par des esprits humains experts. [Au point] de raréfier considérablement le travail ».
En février 2023, les créateurs de ChatGPT publient une liste de 34 métiers, principalement manuels, qui ne possèdent pas de composantes à ce jour susceptibles d'être remplacées par l’IA (non reliée à un robot),.

### Sur les marchés financiers
La société de technologie d'IA c3.ai a vu le cours de son action augmenter de 28 % après avoir annoncé l'intégration de ChatGPT dans sa boîte à outils. Le cours de l'action de Buzzfeed, une société de médias numériques sans rapport avec l'IA, a augmenté de 120 % après avoir annoncé l'adoption de la technologie OpenAI pour la création de contenu. Reuters a constaté que les prix des actions des entreprises liées à l'IA BigBear.ai et SoundHound AI ont augmenté respectivement de 21 % et 40 %, même si elles n'avaient pas de lien direct avec ChatGPT. Ils ont attribué cette montée en puissance au rôle de ChatGPT dans la mode de l'intelligence artificielle à Wall Street. Une recherche universitaire publiée dans Finance Research Letters a révélé que l' « effet ChatGPT » a incité les investisseurs particuliers à faire grimper les prix des actifs de crypto-monnaies liées à l'IA malgré le fait que le marché plus large des crypto-monnaies soit à la baisse, et que l'intérêt des investisseurs institutionnels ait diminué. Cela confirme les conclusions anecdotiques de Bloomberg selon lesquelles, en réponse au lancement de ChatGPT, les investisseurs en crypto-monnaies ont montré une préférence pour les crypto-actifs liés à l'IA. Une expérience menée par finder.com a révélé que ChatGPT pouvait surpasser les gestionnaires de fonds populaires en sélectionnant des actions sur la base de critères tels que l'historique de croissance et les niveaux d'endettement, ce qui a entraîné une augmentation de 4,9 % d'un compte hypothétique de 38 actions, surpassant 10 fonds d'investissement de référence avec une perte moyenne de 0.8 %.

### Confiance dans cette IA
Au regard des Lignes directrices en matière d'éthique pour une IA digne de confiance de la Commission européenne, ChatGPT déroge à beaucoup des 23 critères caractérisant une IA digne de confiance. ChatGPT peut par exemple manquer de précision et de fiabilité, voire désinformer ou affabuler.
L'utilisation de ChatGPT peut représenter un risque de fuite de données. Par défaut, les données partagées avec ChatGPT peuvent en effet être utilisées plus tard pour son entraînement, et peuvent donc ainsi être compromises si ce sont des données sensibles (sauf avec la version ChatGPT Enterprise, ou si l'historique des conversations est désactivé). Par ailleurs, en mars 2023, un bogue informatique lié au site internet avait valu pendant plusieurs heures à des données personnelles d'utilisateurs d'être exposées à d'autres utilisateurs. Il est aussi arrivé que de faux sites ou logiciels malveillants imitent ChatGPT afin de voler les données de connexion des utilisateurs.
Les réponses de ChatGPT sont conçues pour être partiellement aléatoires afin d'être plus créatives, ce qui peut poser un problème de reproductibilité. En novembre 2023, OpenAI annonce ajouter un paramètre seed (« graîne ») à son API, permettant aux développeurs informatiques de fixer la valeur de cet aléa et d'ainsi obtenir des résultats reproductibles.
Il ne respecte pas l'accès aux données privées ni n'en assure l'intégrité et n'est donc pas conforme au RGPD (cf. #Problèmes de droit d'auteur).
Enfin, le risque d'accoutumance, de confusion, d'attachement, de manipulation et donc d'atteinte possible à l'autonomie de ses utilisateurs est souligné[source insuffisante], à l'instar de la fiction Her, des expériences amoureuses vécues par des utilisateurs de Replika, construit sur GPT-3, ou de cérémonies funéraires organisées par les possesseurs de chiens robots Sony Aibo.

### Biais
Les mesures prises par OpenAI afin de vérifier en continu la qualité de ses résultats ne sont pas établies. Même si ChatGPT peut sembler être assez neutre sur la question du sexisme, certains biais subsistent. ChatGPT lui-même réfute ou minimise parfois ces biais.
Par exemple, des chercheurs ayant testé ChatGPT sur la rédaction de lettres de recommandation ont observé une tendance potentiellement préjudiciable à utiliser davantage des termes relatifs à l'expertise et à l'intégrité pour les hommes, et des termes relatifs à la beauté et au caractère chaleureux pour les femmes. Des recherches suggèrent aussi que ChatGPT a un penchant politique en faveur de la gauche progressiste.

### Participation au réchauffement climatique
ChatGPT s'attire des critiques en raison de sa forte consommation en électricité et en eau nécessaire pour refroidir les serveurs, durant son entraînement et durant l'utilisation proprement dite. L'entreprise OpenAI ne fournit aucune information sur la consommation du programme dans ces deux domaines ni sur la localisation de ses serveurs ; elle n'indique pas non plus combien de modèles fonctionnent en parallèle pour répondre aux requêtes (plus il y en a, plus la consommation est élevée) ; elle ne fournit pas non plus d'informations sur les processus de fabrication des composants électroniques utilisés.
Un article de recherche de l'université de Californie paru fin 2023 estime que l'entraînement de ChatGPT 3 a consommé 1 287 MWh d’électricité, et généré 552 tonnes d’équivalent CO2, soit l'équivalent de plus de 205 vols aller-retour entre Paris et New York. L'article fournit une approximation selon laquelle l'utilisation quotidienne de ChatGPT 3 créait 23,04 kg de CO2 par jour – c’est-à-dire 8,4 t CO2 par an, ce qui équivaut à environ six ans de chauffage électrique pour une maison de 100 m² en France,. En mai 2024, un article du Brussels Times estime que la consommation électrique d'une requête faite à ChatGPT est estimée à 25 fois l'énergie consommée par une requête faite au moteur de recherche Google. Une conversation avec ChatGPT comprenant entre 20 et 50 questions consomme un demi-litre d'eau de refroidissement des serveurs, quantité à multiplier par les 60 millions d'internautes qui utilisent le programme quotidiennement,. La consommation de ressources par ChatGPT, et par le secteur de l'intelligence artificielle en général, augmentent très rapidement du fait de la ruée des entreprises vers ce type d'outil sans considération pour leur impact environnemental.